# Federico Ferretti
Federico Ferretti (25 dicembre 1993) è un giocatore di football americano svizzero con cittadinanza italiana che gioca nel ruolo di offensive tackle per gli Helvetic Mercenaries.
Anche i suoi fratelli Wilson e Orfeo sono giocatori di football americano.

## Palmarès
- 3 Swiss Bowl (Calanda Broncos, 2013, 2018, 2019)
- 1 Herbst Cup A/B (Calanda Broncos, 2020)
- 1 Italian Bowl (Seamen Milano, 2017)
- 1 Silver Bowl (Cineplexx Blue Devils, 2015)